# Bartolomeo Kolumbus

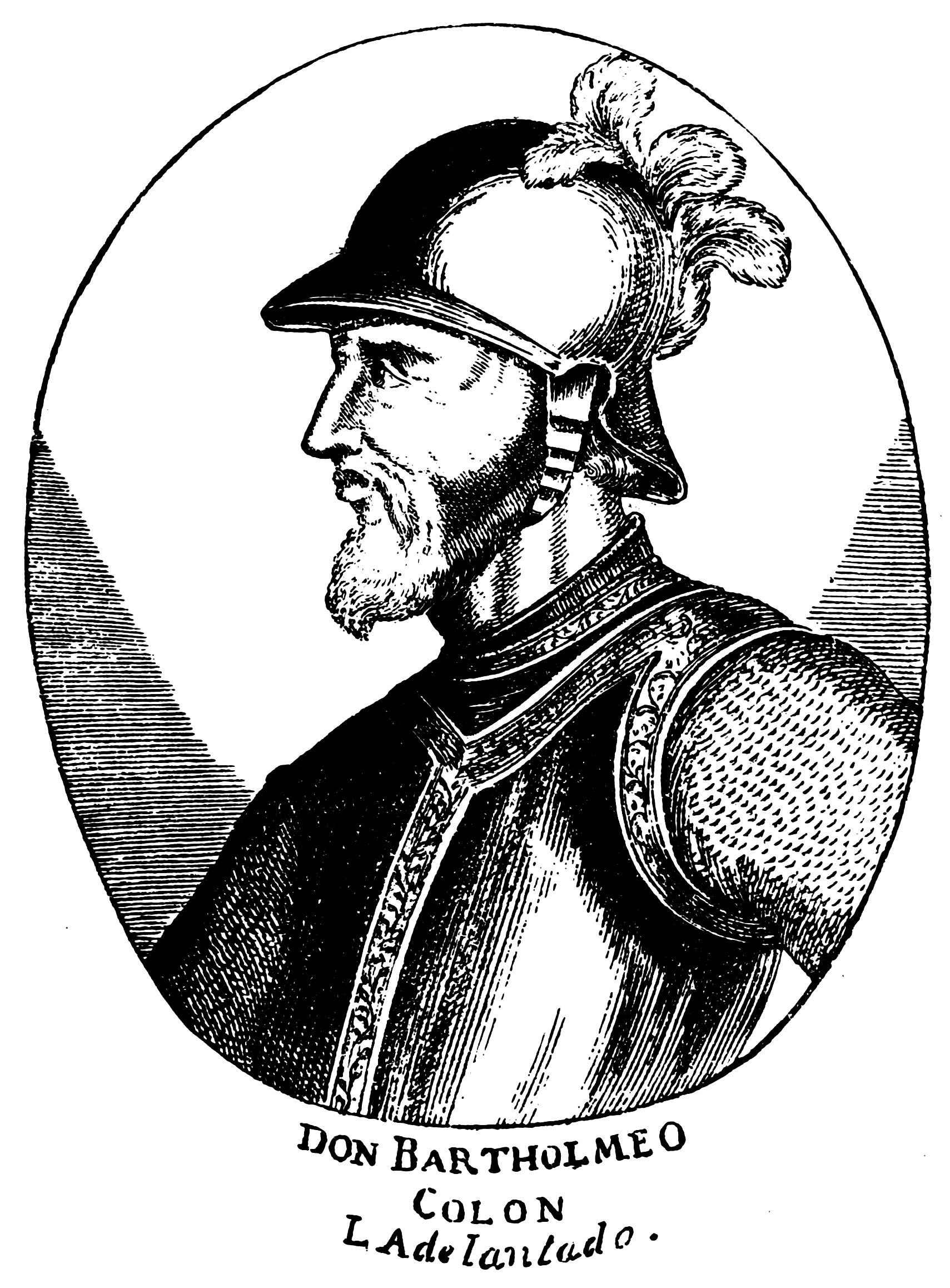
Bartolomeo Kolumbus

Bartolomé Colón (auch: Bartolomeo Columbus; * um 1461 in Genua; † 1515) war Kosmograph und Seefahrer. Er war ein jüngerer Bruder von Christoph Kolumbus, der die 1493 entdeckte Insel Saint-Barthélemy nach ihm benannte.
Bartolomé wurde um 1461 in Genua geboren; ab etwa 1480 lebte er mit seinem Bruder Christoph Kolumbus in Lissabon, wo er als Seekartenzeichner tätig war. Er begleitete Christoph Kolumbus auf dessen zweiter Reise, wo dieser ihn eigenmächtig zum Provinzgouverneur in La Isabela machte. 1498 gründete Bartolomeo auf Geheiß des Bruders im Süden der Insel Hispaniola die Siedlung Santo Domingo, heute Hauptstadt der Dominikanischen Republik. Die dortigen Siedler, angeführt von Francisco Roldán, zeigten sich aber bald unzufrieden mit seiner Herrschaft und rebellierten gegen ihn, sodass es zu chaotischen Zuständen kam. Zudem wurden Indianer in den von Bartolomé entdeckten Goldminen der Insel als Sklaven eingesetzt. Die spanische Regierung sah sich daraufhin veranlasst, die Situation untersuchen zu lassen und bis zur Klärung der Vorfälle die Brüder Kolumbus von ihren Posten abzuberufen und an ihrer Stelle Francisco de Bobadilla als neuen Gouverneur einzusetzen. Dieser ließ die drei Brüder Bartolomé, Diego und Christoph Kolumbus in Ketten legen und 1500 nach Spanien zurückschicken, wo man ihnen Gerechtigkeit und die Beibehaltung ihrer Titel zusagte.